# Poynette
Poynette – wieś w Stanach Zjednoczonych, w stanie Wisconsin, w hrabstwie Columbia.